# 전략적 제휴
전략적 제휴(戰略的 提携)란 둘 이상의 기업들이 각자의 전략적 목표를 달성하기 위해 협력하는 것이다. 공동 투자, 공동 개발, 공동 마케팅, 공동 유통, 공동 서비스, 장기조달계약 등의 방법으로 구체화된다. 전략적 제휴를 하는 이유는 시장 확대(해외시장 진출 등), 자금 조달, 위험 분담, 기술 도입 등이 있다. 특히 규모의 경제가 작용하는 분야에서 더욱 효과적이다.